# Tmesisternus indistinctelineatus
Tmesisternus indistinctelineatus là một loài bọ cánh cứng trong họ Cerambycidae.